# Benjamin Dyball
Benjamin Dyball é um ciclista australiano nascido a 20 de abril de 1989 em Blacktown. Milita nas fileiras do conjunto NTT Pro Cycling.

## Palmarés
2013
- 2º no Campeonato Oceánico Contrarrelógio
- 1 etapa do Volta ao Japão

2016
- 3º no Campeonato Oceánico Contrarrelógio
- Tour da Tasmânia, mais 1 etapa

2017
- 3º no Campeonato da Austrália Contrarrelógio
- 2º no Campeonato Oceánico Contrarrelógio
- Boucle de l'Artois, mais 1 etapa

2018
- Tour da Tailândia, mais 1 etapa
- 1 etapa do Tour de Siak
- Tour de Ijen, mais 1 etapa

2019
- Campeonato Oceánico Contrarrelógio
- Campeonato Oceánico em Estrada
- 1 etapa do Tour de Tochigi
- Tour de Langkawi, mais 1 etapa
- 1 etapa da Volta ao Lago Qinghai
- 1 etapa do Tour da Indonésia